# Acrocercops terminalina
Acrocercops terminalina är en fjärilsart som beskrevs av Lajos Vári 1961. Acrocercops terminalina ingår i släktet Acrocercops och familjen styltmalar.
Artens utbredningsområde är:
- Namibia.
- Zimbabwe.

Inga underarter finns listade i Catalogue of Life.